# Меридіан шлунку (III)
Меридіан шлунку — третій симетричний, доцентровий, Ян меридіан. Містить 45 пунктів.
Позначають як, цифрами — III, літерами — E(фр.), M(нім.), St(англ.), наприклад: 1III, E1, M1, St1 («скупчення сліз» — перший пункт меридіана шлунку).
Часом найвищої активності меридіану є 07.00-09.00, пасивності — 19.00-21.00.
У концепції традиційної китайської медицини, описують ширший набір функції, аніж просто анатомічний орган шлунок у західній медицині.
Меридіан шлунку та його парний меридіан селезінки-підшлункової залози відповідають стихії землі та емоціям тривоги та стресу, що знаходить себе і в українській культурі, таким виразом, як: «Я це не можу перетравити».

## Точки на меридіані
1 Чен-ці (承泣, chéng-qì — приймач сліз (скупчення сліз))
2 Си-бай (四白, sì-bái — чотири білизни)
3 Цзюй-ляо (巨髎, jù-liáo — величезна ущелина (велика кістка))
4 Ді-цан (地倉, dì-cāng — земна комора)
5 Да-ін (大迎, dà-ying — великий прийом)
6 Цзя-че (頰車, jiá-chē — жувальна машина (вісь щоки))
7 Ся-гуань (下關, xià-guān — нижня межа (нижнє закриття))
8 Тоу-вей (頭維, tóu-wéi — кут голови (оберігач голови)))
9 Жень-ін (人迎, rén-ying — зустріч з людиною)
10 Шуй-ту (水突, shǔi-tū — водопровід)
11 Ці-ше (氣舍, qì-shè — місце енергії (житло повітря))
12 Цюе-пень (缺盆, quē-pén — надключична ямка (впадина чашечки))
13 Ці-ху (氣户, qī-hù — житло енергії (осередок повітря))
14 Ку-фан (庫房, kù-fáng — сховище (кімната скарбу))
15 У-і (屋翳, wū-yì — дах кімнати (кімнатна ширма))
16 Інь-чуан (膺窗, yīng-chuāng — вікно грудей (паплюжне вікно))
17 Жу-чжун (乳中, rǔ-zhōng — центр молока (центр соска груді))
18 Жу-гень (乳根, rǔ-gēn — корінь молока (основа грудної залози))
19 Бу-жун (不容, bù-róng — відсутність вмістилища (відсутність повітря))
20 Чен-мань (承滿, chéng-mǎn — сприйняття повноти)
21 Лян-мень (梁門, liáng-mén — ворота балки)
22 Гуань-мень (關門, guān-mén — закриті ворота (закриті двері))
23 Тай-і (太乙, tài-yǐ — великий і (дуже великий подарунок))
24 Хуа-жоу-мень (滑肉門, huá-ròu-mén — ворота слизького тіла (двері мастильної прокладки))
25 Тянь-шу (天樞, tiān-shū — верхня вісь (небесна петля))
26 Вай-лін (外陵, wài-líng — зовнішній горбок)
27 Да-цзюй (大巨, dà-jù — дуже великий (велике явлення))
28 Шуй-дао (水道, shǔi-dào — канал води (шлях води))
29 Гуй-лай (歸來, gūi-lái — повернення (шлях віку))
30 Ці-чун (氣衝, qì-chōng — атака енергії (викликання енергії))
31 Бі-гуань (髀關, bì-guān — кордон стегна (перепона стегна))
32 Фу-ту (伏兔, fú-tù — лежачий ниць (пітримувальний виступ))
33 Інь-ші (陰市, yīn-shì — ринок їнь ()невідомий шлях))
34 Лян-цю (梁丘, liang-qiū — вершина пагорба; 郄穴)
35 Ду-бі (犢鼻, dú-bí — ніс теляти)
36 Цзу-сань-лі (足三里 合穴, zú-sān-lǐ — три проміжки на нозі)
37 Шан-цзюй-сюй (上巨虚, shàng-jù-xū — величезний верхній прохід (верхня ямка))
38 Тяо-коу (條口, tiáo-kǒu — вузький рот (початок гілки))
39 Ся-цзюй-сюй (下巨虛, xià-jiù-xū — нижній величезний прохід (нижня ямка))
40 Фен-лун (豐隆, fēng-lóng — багатий і квітучий (граційний виступ))
41 Цзе-сі (解谿, jie-xī — відкрита лощина (вільна лощина); 經穴)
42 Чун-ян (衝陽, chōng-yang — наплив ян (наплив сонця); 原穴)
43 Сянь-гу (陷谷, xiàn-gǔ — долина, що струмує (долинна ямка); 俞穴)
44 Нейтін (内庭, nei-tín — внутрішній двір (нижній зал); 滎穴)
45 Лі-дуй (厲兑, lì-dùi — хворий рот (суворе водовимірювання)); 井穴)